# Percy Lehmann
Percy Lehmann (* 1. Februar 1953 in Rio de Janeiro; † 25. Juni 2023 in Düsseldorf) war ein deutscher Dermatologe und Hochschullehrer.

## Leben
Nachdem Lehmann seine Kindheit in Rio de Janeiro verbracht hatte, zog seine Familie in seinem jugendlichen Alter nach München, wo er sich dem Medizinstudium widmete und 1979 promoviert wurde. Anschließend zog er für mehrere Jahre nach Philadelphia, um bei Albert Kligman an der University of Pennsylvania zu forschen. Er kehrte für seine Facharztweiterbildung nach Deutschland zurück, wo er sich an der Heinrich-Heine-Universität in Düsseldorf mit einer Habilitationsschrift zur Photobiologie des Lupus erythematodes habilitierte. 1999 wurde Percy Lehmann Chefarzt der Klinik für Dermatologie, Allergologie und Dermatochirurgie im Helios Klinikum Wuppertal und schließlich zum Ordinarius für Dermatologie und Allergologie der Universität Witten/Herdecke berufen. Diese Positionen führte er über 20 Jahre aus. 2020 wurde er emeritiert, seine Nachfolgerin wurde  Silke Hofmann. Im Anschluss an seine Zeit als Chefarzt im Helios-Klinikum in Wuppertal füllte er dort die Funktion eines Senior Consultant aus.

## Funktionen und Ehrungen
- Vorsitzender der Vereinigung Deutscher Dermatologischer Chefärzte
- Vorsitzender der Israelisch-Deutschen Dermatologischen Gesellschaft
- Preisträger der 17. Heinrich-Teller-Urkunde 2019

## Publikationen
Lehmann war Autor von über 400 Publikationen in peer reviewed Zeitschriften und von über 60 Buchbeiträgen, unter anderem:
- Norbert J. Neumann, Percy Lehmann: Photodermatosen. Ein Leitfaden zur Diagnostik. Steinkopff Verlag, Darmstadt 2000, ISBN 978-3-7985-1229-0